# 克吕瑟拉特
克吕瑟拉特是德国莱茵兰-普法尔茨州的一个市镇。总面积11.71平方公里，总人口1112人，其中男性553人，女性559人（2011年12月31日），人口密度95人/平方公里。